# Джимара
Джимара́ (Джимарай-хох или Гимарай-хох, груз. ჯიმარა, осет. Джимарайы хох; устар. Колкай-хох) — гора на Хохском хребте в центральной части Большого Кавказа. Высота — 4780 м (вторая по высоте вершина Хохского хребта). Находится в 9 км к западу от вулкана  Казбек. По вершине Джимары проходит государственная граница между Российской Федерацией и Республикой Грузия.
Вершинная часть Джимары на большей площади покрыта фирновыми полями. Со склонов горы спускается четыре ледника: на западном склоне — ледник Мидаграбин, на северном — ледник Колка, на южном — ледники Западный и Центральный Суатиси. С ледников и снежников на склонах Джимары берут начало реки Суатиси, Джимарадон и Тепидон — на южном склоне горы, Мидаграбиндон и Геналдон — на северном.

## Геологическое строение
Массив горы Джимара сложен терригенно-осадочными толщами ранней-средней юры (циклаурская и гудушаурская свиты), представленными глинистыми сланцами, аргиллитами и песчаниками. В нижней части горы вскрываются выходы плиоценового Джимарского массива, сложенного гранодиоритами и кварцевыми диоритами. Его формирование происходило в течение нескольких импульсов магматической активности в период 3.7-2.0 млн лет назад. Геологическая карта горы Джимара доступна по ссылке.